# 海原純子
海原 純子（うみはら じゅんこ、1952年4月1日 - ）は、日本の医学者（医学博士）・医師、随筆家、歌手。神奈川県横浜市出身。

## 来歴・人物
実家は横浜市内の耳鼻科医院。小学5年生の頃に母の意向で横浜雙葉学園に編入。しかし「お嬢様」ばかりの雰囲気になじめず、孤独感を感じる中で、早く自立したいという思いが強くなった。その後、医師を目指して東京慈恵会医科大学に進学。父が病気になったこともあり、19歳から24歳まで新宿のクラブで専属歌手活動をして生活費を捻出し、1976年、同大学を卒業。クラブでドラマの主題歌の歌手を探している、音楽ディレクターと出会い結婚。
同大内科、病理学講師を経て、1984年、東京都港区南青山に「海原メディカルクリニック」を開業。女性のストレス性疾患の診療を行う。 1999年からは休止していた歌手活動を再開。日本各地でライブを開催している。
2006年白鷗大学教育学部教授、心身医学健康教育リテラシーなどの講義を受け持つ。2007年から2012年まで厚生労働省健康大使に任命される。2008年から2010年までハーバード大学ヘルスコミュニケーション客員研究員として研究に携わる。2011年、復興庁心の健康サポート事業統括責任者となり、東日本大震災による被災者や災害ボランティアの心のケア、サポートニーズ調査および講演活動を行っている。2013年より日本医科大学特任教授に就任。
これまで多くの著書を上梓し、読売新聞「人生案内」回答者にも名を連ねる。2016年現在、毎日新聞・日曜版「心のサプリ」を連載執筆中。

## 出演番組
- キャリアクラブ 海原純子のハートにウェイクアップ（文化放送）

## 主な著書
- 『今日を「いい気持ち」で生きるレッスン』三笠書房、2002年6月。ISBN 9784837972549。
- 『「きれい」への医学』講談社、2002年8月。ISBN 9784062566520。
- 『海原純子の「このままではいけない!」と思ったら読む本』ダイヤモンド社、2002年11月。ISBN 9784478732403。
- 『こころの格差社会』角川書店、2006年6月。ISBN 9784047100435。
- 『会社でうつ 休むと元気ハツラツな人』文藝春秋、2008年11月。ISBN 9784163707808。
- 『サラブレッド・コンプレックス』日本実業出版社、2009年10月。ISBN 9784893761132。
- 『ツイッター幸福論』角川書店、2011年2月。ISBN 9784047102736。
- 『大人の生き方　大人の死に方』毎日新聞社、2011年2月。ISBN 9784620320489。
- 『困難な時代の心のサプリ』毎日新聞社、2011年11月。ISBN 9784620320960。
- 『幸福力 幸せを生み出す方法』潮出版社、2013年12月。ISBN 9784267019661。

### 共著
- 『ナカダのナゼダ!?』中田宏共著、小学館、2005年9月。ISBN 9784093876063。

### 博士論文
- 『B細胞分化におけるγ-glutamyltranspeptidase活性の組織化学的研究 : 骨髄腫,ホジキン病等の検索を含めて』東京慈恵会医科大学、1983年7月。